# Charles Maes
Charles ou Karel Maes (né à Bruxelles vers 1559 et mort à Gand le 21 mai 1612) est un ecclésiastique qui fut  évêque d'Ypres de 1607 à 1610 puis évêque de Gand de 1610 à 1612.

## Biographie
Il fut consacré dans la Cathédrale Saints-Michel-et-Gudule de Bruxelles par Lucio de Mora, archevêque d'Otrante.
Il est enterré dans la crypte de la cathédrale Saint-Bavon de Gand.